# Megaselia criniticauda
Megaselia criniticauda är en tvåvingeart som beskrevs av Colyer 1962. Megaselia criniticauda ingår i släktet Megaselia och familjen puckelflugor. Inga underarter finns listade i Catalogue of Life.